# یادبود آتش‌سوزی بزرگ لندن

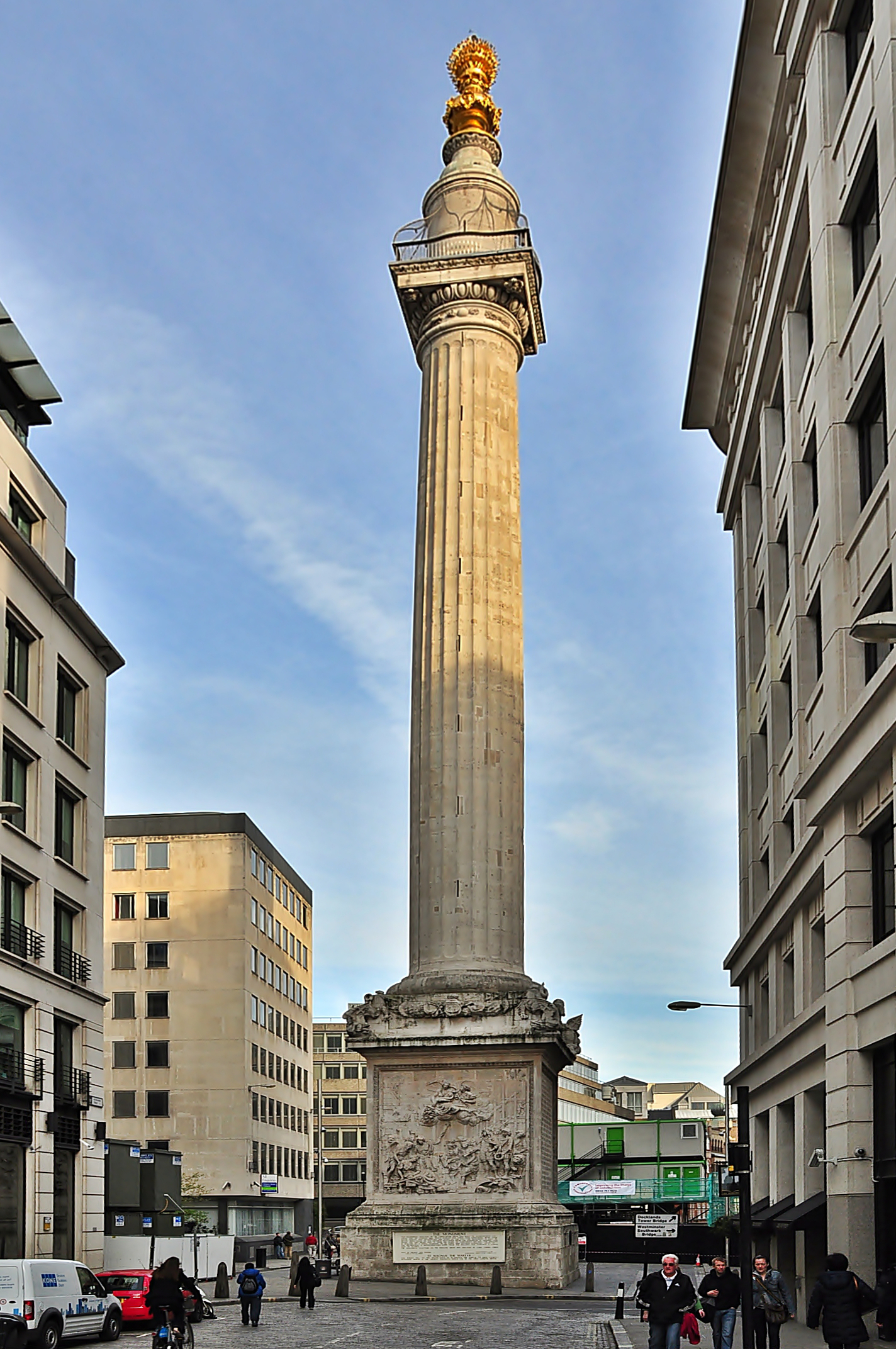
نمایی از بنای یادبود، طراحی شده توسط سر کریستوفر رن

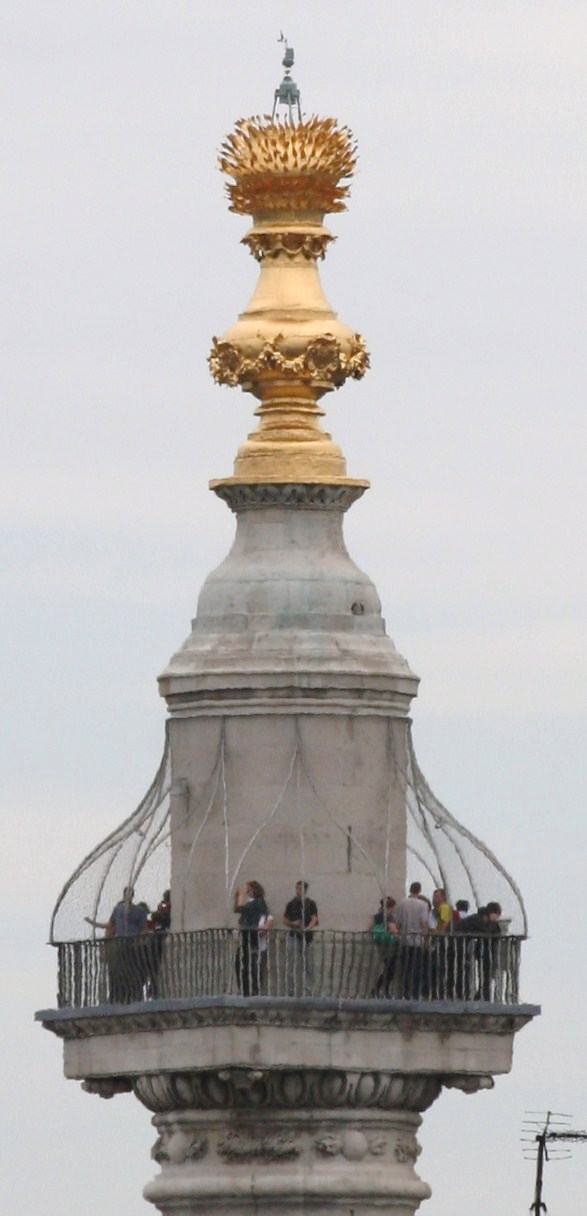
سکویی که در بالای بنای یادبود تعبیه شده‌است.

بنای یادبود آتش‌سوزی بزرگ لندن، که معمولاً بیشتر با نام یادبود شناخته می‌شود، یک ستون دوریک در شهر لندن، انگلستان است که در نزدیکی پل لندن واقع شده‌است. این بنا برای بزرگداشت آتش‌سوزی بزرگ لندن، در تقاطع خیابان مونومنت و خیابان فیش ساخته شده‌است. این بنا ۲۰۲ فوت (۶۲ متر) ارتفاع دارد وبا پودینگ‌لین (محل آغاز آتش‌سوزی در ۲ سپتامبر ۱۶۶۶) نیز ۲۰۲ فوت فاصله دارد. بنای یادبود بین سال‌های ۱۶۷۱ و ۱۶۷۷ ساخته شد و در مکان نخستین کلیسایی که توسط آتش‌سوزی بزرگ تخریب شد، قرار گرفت. این بنا در فهرست بناهای درجهٔ یک بریتانیا قرار دارد و یک بنای یادبود برنامه‌ریزی شده‌است. بنای یادبود پسر طلایی پای کرنر نیز به یاد همین واقعه و در نقطه‌ای که آتش‌سوزی متوقف شده، ساخته شده‌است.
بنای یادبود شامل یک ستون دوریک ساخته شده از سنگ پورتلند است که در فراز آن یک مشعل آتش طلاکاری شده قرار دارد. این بنا توسط کریستوفر رن و رابرت هوک طراحی شده‌است و ارتفاع آن فاصلهٔ بنا را از محل فروشگاه توماس فارینر (یا فارینور)، نانوای پادشاه، که محل شروع آتش‌سوزی است نشان می‌دهد.
در نزدیکی بالای ستون یک سکوی چشم‌انداز تعبیه شده‌است که با یک پلکان پیچ در پیچ و باریک ۳۱۱ پله ای در دسترس قرار می‌گیرد. از اواسط قرن نوزدهم به این سکو حفاظ‌های توری اضافه شده‌است تا از پریدن افراد از سکو جلوگیری کند. این اقدام پس از آن صورت گرفت که میان سال‌های ۱۷۸۸ و ۱۸۴۲ شش نفر در آنجا خودکشی کردند.